# نوفا جوريتسا
نوفا جوريتسا (بالإنجليزية: Nova Gorica)‏ هي بلدة ومستوطنة تقع في سلوفينيا في Kranj City Municipality. يقدر عدد سكانها بـ 32,763 نسمة ومساحتها 309.0 كم2 .

## المدن التوأمة
مدن كلاغنفورت، أليكساندروفاتس، Otočac، سان فينديميانو وOğuz هي مدن توأمة لـنوفا جوريتسا.